# McCallsburg (Iowa)
McCallsburg es una ciudad ubicada en el condado de Story en el estado estadounidense de Iowa. En el Censo de 2010 tenía una población de 333 habitantes y una densidad poblacional de 242,13 personas por km².

## Geografía
McCallsburg se encuentra ubicada en las coordenadas 42°9′55″N 93°23′27″O / 42.16528, -93.39083. Según la Oficina del Censo de los Estados Unidos, McCallsburg tiene una superficie total de 1.38 km², de la cual 1.38 km² corresponden a tierra firme y (0%) 0 km² es agua.

## Demografía
Según el censo de 2010, había 333 personas residiendo en McCallsburg. La densidad de población era de 242,13 hab./km². De los 333 habitantes, McCallsburg estaba compuesto por el 97.6% blancos, el 0.6% eran afroamericanos, el 0% eran amerindios, el 0% eran asiáticos, el 0% eran isleños del Pacífico, el 0% eran de otras razas y el 1.8% pertenecían a dos o más razas. Del total de la población el 1.2% eran hispanos o latinos de cualquier raza.